# Tyrfing
Tyrfing – w mitologii nordyckiej magiczny miecz, opisany w Eddzie Starszej, w wierszu Przebudzenie Angantýra. Forma Tyrvingi była znana Rzymianom od IV w. n.e.
Svafrlami był królem Gardariki i wnukiem Odyna. Udało mu się uwięzić krasnoludów Dvalina i Durina, których zmusił do wykucia miecza, który nigdy nie mija celu oraz który byłby w stanie przeciąć w pół kamień (Quernbiter). Krasnoludy wykonały miecz, jednak rzuciły na niego przekleństwo: za każdym razem, kiedy broń została dobyta, zabijała kogoś. W końcu miała też zabić samego Svafrlamiego.
Svafrlami został zabity przez berserkera Angrima, który zabrał jego miecz. Po Angrimie stał się on własnością Angantyra i jego jedenastu braci. Wszyscy zostali zamordowani w Samsø przez Hjalmara i Orvar-Odda. Hjalmar jednak został ranny i umarł, miecz więc przeszedł w posiadanie Orvar-Odda.
Córka Angantyra, Hervor przywdziewa zbroję i postanawia odzyskać miecz ojca. W tym celu wyrusza do Samsø. Odnajduje Tyrfing i wychodzi za mąż za Hofunda, z którym miała dwóch synów: Heidreka i Angantyra. W sekrecie dała miecz Angantyrowi. Pewnego razu, gdy bracia spacerowali, Heidrek chciał obejrzeć Tyrfing. Zadziałała jednak klątwa rzucona przez krasnoludy i Heidrek zabił Angantyra.
Heidrek został królem Gotów. Gdy obozował w górach w towarzystwie ośmiu zbrojnych, ci ukradli Tyrfing, a jego samego zamordowali. Zemścił się na nich syn Heidreka, Angantyr, i odzyskał miecz.
Angantyr, syn Heidreka, został kolejnym królem Gotów, ale jego przyrodni brat Hlod, który był w połowie Hunem, chciał rządzić połową królestwa. Angantyr odmówił, Hlod został nazwany bękartem, a jego matka niewolnicą. 343 200 konnych Hunów pod wodzą Hloda zaatakowało Gotów. W bitwie, która się odbyła, zwyciężyły jednak wojska Angantyra, a on sam zabił Hloda, ponieważ używał Tyrfinga. Ciała licznych wojowników spłynęły rzekami powodując powódź, która zapełniła doliny trupami ludzi i koni.